# Comuna Horobiivka, Kaniv
Horobiivka (în ucraineană Горобіївка) este o comună în raionul Kaniv, regiunea Cerkasî, Ucraina, formată din satele Buda-Horobiivska și Horobiivka (reședința).

## Demografie
Componența lingvistică a comunei Horobiivka
     Ucraineană (98,77%)
     Rusă (1,23%)
Conform recensământului din 2001, majoritatea populației comunei Horobiivka era vorbitoare de ucraineană (98,77%), existând în minoritate și vorbitori de rusă (1,23%).